# Sergej Verlin
Sergej Viktorovitj Verlin (ryska: Сергей Викторович Верлин), född den 7 oktober 1974 i Voronezj, Sovjetunionen, är en rysk kanotist.
Han tog OS-brons i K-4 1000 meter i samband med de olympiska kanottävlingarna 1996 i Atlanta.